# 新北市汐止區汐止國民小學
新北市汐止區汐止國民小學，簡稱汐止國小，是台灣新北市汐止區的一所公立國民小學，其歷史可追溯至1898年設立的「基隆國語傳習所水返腳分教場」，同年即改制為「基隆水返腳國語學校」。1920年改名為「汐止公學校」並擴建校舍。臺灣光復後改稱「台北縣汐止鎮汐止國民小學」，1999年汐止鎮改制為汐止市後改稱「台北縣汐止市汐止國民小學」，2010年台北縣改制為新北市後改為現名。已有125年歷史，現任校長為 王俊杰。前中華民國總統李登輝曾於公學校時期就讀。2007年，本校棒球隊曾獲全國冠軍，進而在美國小馬聯盟世界少棒賽獲得第三名。